# Euryomma
Euryomma là một chi ruồi trong họ Fanniidae, và có 10 loài. Chi này được đề xuất đầu tiên bởi Paul Stein năm 1899. Lúc đó hầu hết tác giả xếp nó vào họ Muscidae. Chi Euryomma chủ yếu [phân bố ở miền Tân nhiệt đới, thuộc châu Mỹ, cũng có 1 loài sống ở Neaartic, trừ loài phân bố trên toàn thế giới là E. peregrinum (Meigen, 1826) 

## Loài
- Euryomma americanum Chillcott, 1961
- Euryomma annosa Chillcott, 1961
- Euryomma arcuata Chillcott, 1961
- Euryomma peregrinum (Meigen, 1826)

Danh sách này không đầy đủ, bạn cũng có thể giúp mở rộng danh sách.